# Administration de l'enregistrement et des domaines (Belgique)
Pour les articles homonymes, voir Administration de l'enregistrement et des domaines.
L'administration de l'enregistrement et des domaines est une administration belge, dépendante du ministère belge des Finances.
Elle est compétente pour la perception des droits d'enregistrement et des droits de succession.